# (22283) Pythéas
(22283) Pythéas, désignation internationale (22283) Pytheas, est un astéroïde de la ceinture principale, également aréocroiseur.

## Description
(22239) Pythéas est un astéroïde de la ceinture principale. Il fut découvert par Eric Walter Elst et Violeta G. Ivanova le 6 août 1986 à Smolyan. Il présente une orbite caractérisée par un demi-grand axe de 2,18 UA, une excentricité de 0,24 et une inclinaison de 7,07° par rapport à l'écliptique.
Il fut nommé en hommage au géographe du IVe siècle av. J.-C., Pythéas, issu de la colonie grecque de Massilia, la Marseille antique.

## Compléments